# Iowa State University

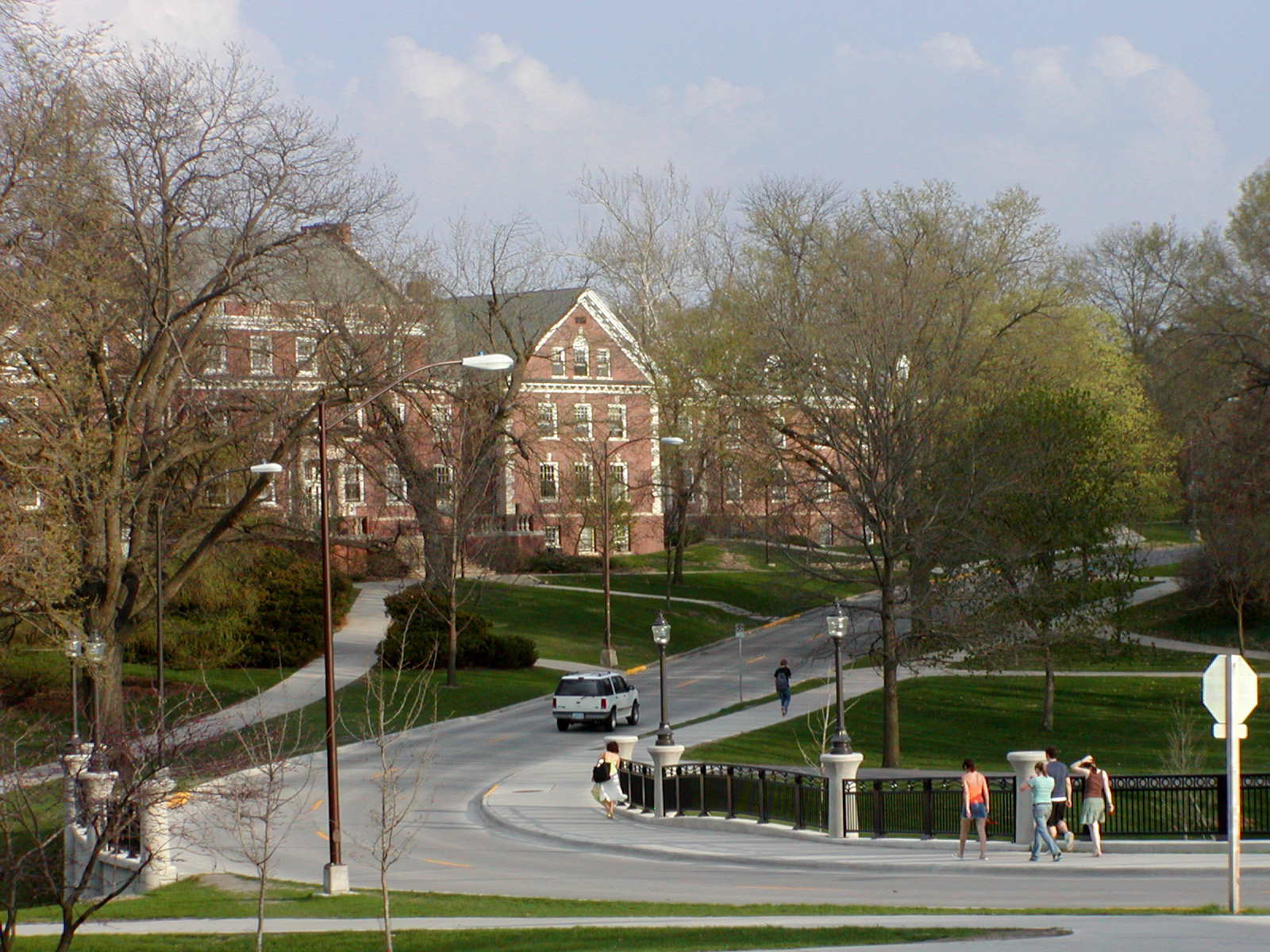
Roberts Residence Hall der ISU

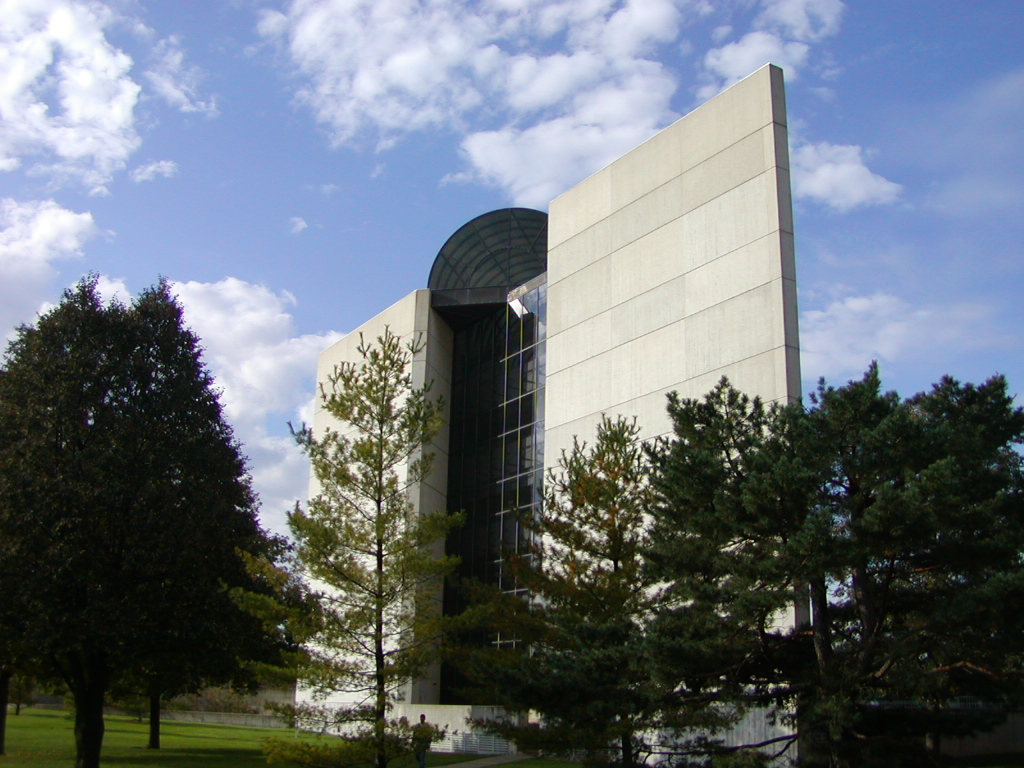
Design Building der ISU

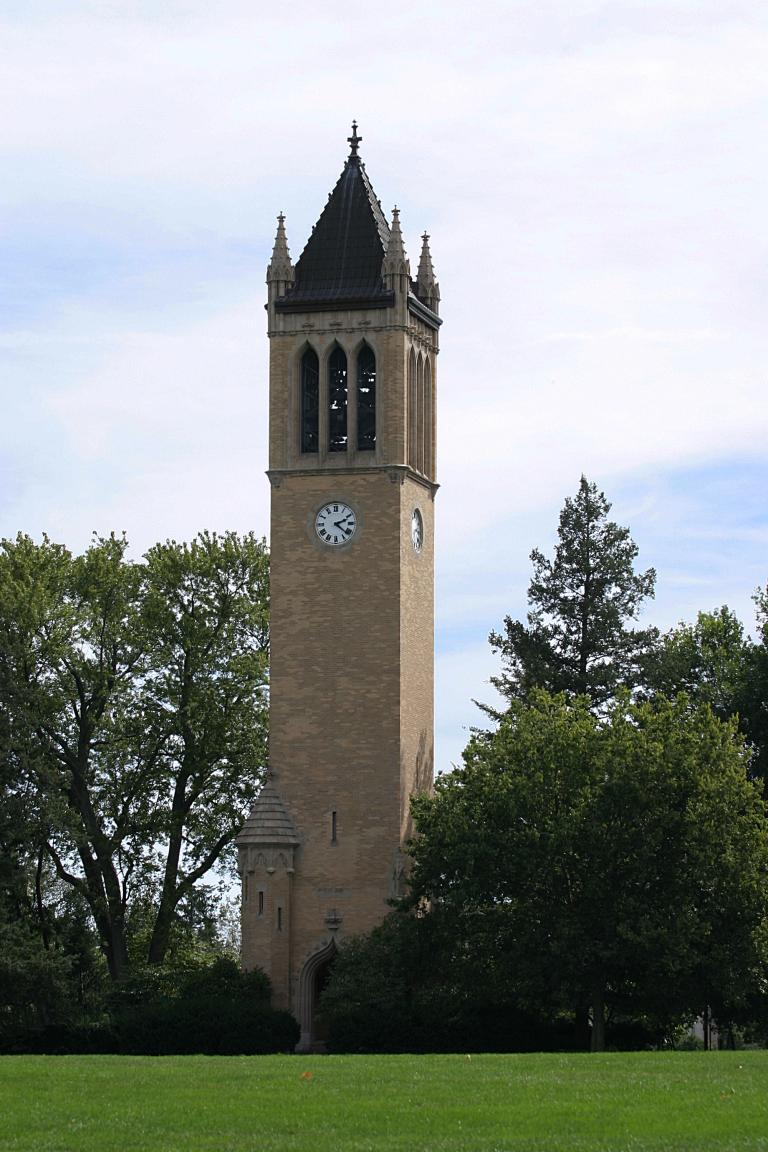
Der ISU Campanile

Die Iowa State University (ISU) ist eine staatliche Universität in Ames im US-Bundesstaat Iowa. Ihr offizieller Name lautet Iowa State University of Science and Technology, ursprünglich Iowa State College of Agriculture and Mechanic Arts. Sie wurde 1858 gegründet und hatte im Herbst 2020 insgesamt 31.822 Studierende (2006: ca. 27.600). Von diesen strebten 26.843 ihren ersten Studienabschluss an.
Die Universität ist eines der 60 Mitglieder der Association of American Universities, einem seit 1900 bestehenden Verbund führender forschungsintensiver nordamerikanischer Universitäten.

## Sport
Die Sportteams der Iowa State University sind die Iowa State Cyclones. Die Hochschule ist Mitglied in der Big 12 Conference.

## Bedeutende Absolventen (alphabetisch)
- Clayton Anderson (* 1959), ehemaliger NASA-Astronaut
- John Atanasoff (1903–1995) und Clifford Berry (1918–1963), Entwickler des ersten Digital-Computers
- George Washington Carver (um 1864–1943), erster schwarzer Student an der ISU
- Parwiz Dawudi (1952–2024), Erster Vizepräsident des Iran (2005–2009)
- Jim Doran (1927–1994), American-Football-Spieler
- Nawal El Moutawakel (* 1962), marokkanische Leichtathletin und Olympiasiegerin
- John Garang (1945–2005), Vizepräsident des Sudans
- Tyrese Haliburton (* 2000), Basketballspieler
- Fred Hoiberg (* 1972), Basketballspieler und -trainer
- Ted Kooser (* 1939), Gewinner des Pulitzer-Preises
- Lee Teng-hui (1923–2020), Präsident von Taiwan
- Rainer Hofmann (* 1965), Architekt und Stadtplaner (Partner von bogevischs buero)
- Robert Multhauf (1919–2004), Chemiker
- Brock Purdy (* 1999), American-Football-Spieler
- Jane Smiley (* 1949), Gewinnerin des Pulitzer-Preises
- Mike Taylor (* 1986), Basketballspieler
- Henry A. Wallace (1888–1965), 33. Vizepräsident der Vereinigten Staaten
- William N. Weins (1953–2001), Maschinenbauingenieur und Metallurg